# Parafia Niepokalanego Poczęcia Najświętszej Maryi Panny w Bogatyni
Parafia pw. Niepokalanego Poczęcia Najświętszej Maryi Panny w Bogatyni – znajduje się w dekanacie bogatyńskim w diecezji Legnickiej. Obsługiwana przez księży diecezjalnych. Erygowana 1 stycznia 1868. Kościół parafialny został wybudowany w latach 1863–1868.

## Kalendarium budowy
- 1855 – powstanie kaplicy
- 21 sierpnia 1855 – odprawienie pierwszego nabożeństwa
- 24 stycznia 1858 – pierwsza petycja do konsystorza biskupiego św. Piotra w Budziszynie o uzyskanie możliwości wybudowania kościoła
- 24 sierpnia 1863 – pozytywne zaopiniowanie projektu budowy świątyni
- 3 września 1863 – rozpoczęto prace związane z wytyczeniem placu pod budowę nowej świątyni
- 10 września 1863 – rozpoczęto wykonywanie prac ziemnych
- 17 września 1863 – poświęcenie i położenie kamienia węgielnego
- 1863 – wykonanie wszystkich prac ziemnych i założenie zaprojektowanych fundamentów
- 1864 – postawienie murów nośnych wraz z filarami oporowymi
- 20 października 1865 – 4 maja 1866 – wykonanie sklepień nad ołtarzem
- 30 maja 1866 – zakończenie budowy masywnej piramidy wieżowej i szpica
- 1868 – zakończenie prac związanych z malowaniem i wyposażeniem kościoła
- 5 listopada 1868 – uroczyste poświęcenie czterech dzwonów o dźwiękach E, Fis, Gis, A; łączna waga dzwonów – 2,1 tony
- 8 listopada 1868 – konsekracja kościoła